# Angelo Faggiotto
Angelo Faggiotto (Padova, 5 gennaio 1910 – ...) è stato un calciatore italiano, di ruolo centrocampista.

## Carriera
Debutta in Serie B nella stagione 1932-1933 con il Verona, con cui disputa cinque campionati cadetti per un totale di 91 presenze e 4 gol.
In seguito gioca in Serie C con Trento e Audace San Michele.

## Palmarès

### Club

#### Competizioni nazionali
- Serie C: 1

Audace SME: 1940-1941